# Elisabeth Bergner
Elisabeth Bergner (født Ettel; 22. august 1897, død 12. maj 1986) var en europæisk skuespiller.
Primært en teaterskuespiller, hendes karriere blomstrede i Berlin og Paris, før hun flyttede til London for at arbejde i film. Hendes signaturrolle var Gemma Jones i Svigt mig ikke!, et spil skrevet til hende af Margaret Kennedy. Bergner, kendt i Europa som La Bergner, spillede Gemma først i London og lavede derefter sin Broadway-debut med rollen i 1935. Hun gentog det senere i en filmversion, som hun blev nomineret til en Oscar for bedste kvindelige hovedrolle. I 1943 vendte Bergner tilbage til Broadway i skuespillet The Two Mrs. Carrolls, som hun blev tildelt The Distinguished Performance Medal af Drama League.

## Biografi
Hun blev født Elisabeth Ettel i Drohobytj, Østrig-Ungarn (nutidens Ukraine) til Anna Rosa (født Wagner) og Emil Ettel, en købmand. Hun voksede op i et sekulært jødisk hjem. Det hebraiske, hun hørte i sin barndom, var forbundet med Yom Kippur og Pesach, og på sit besøg i Israel undskyldte hun sig for ikke at kende til sproget.
Hun spillede først på scenen i en alder af 14, og optrådte i Innsbruck et år senere. I Wien i en alder af 16 år turnerede hun østrigske og tyske provinser med et Shakespeare-kompagni. Hun arbejdede som kunstnermodel for billedhugger Wilhelm Lehmbruck, som blev forelsket i hende. Hun flyttede til sidst til München og senere Berlin.
I 1923 gjorde hun sin filmdebut i Der Evangelimann. Med nazismens fremgang flyttede Bergner til London med instruktør Paul Czinner, og de giftede sig i 1933. Hendes scenearbejde i London omfattede The Boy David af J.M. Barrie, hans sidste spil, som han skrev specielt til hende og Svigt mig ikke? af Margaret Kennedy. Katharina den Store blev forbudt i Tyskland på grund af regeringens racerpolitikker, rapporterede Time den 26. marts 1934.
Hun blev nomineret til en Oscar for bedste kvindelige hovedrolle for Svigt mig ikke?. Hun gentog sin scenerolle Rosalind, overfor Laurence Oliviers Orlando  i filmen Som man behager, som var den første lydfilmversion af Shakespeare's spil og den første lydfilm af et Shakespeare-spil optaget i England. Bergner havde tidligere kun spillet rollen på tysk teater, og flere kritikere syntes  at hendes accent var i vejen for deres nydelse af filmen, hvilket ikke var en succes. Hun vendte tilbage med mellemrum til scenen, for eksempel i titelrollen af John Websters Hertuginden af Malfi i 1946.
I 1973 medvirkede hun i den Oscar-nominerede og Golden Globe-vinder for bedste udenlandske-film fra 1974, Der Fußgänger. Bergner kom midlertidigt tilbage til Tyskland i 1954, hvor hun medvikrede i film og på scenen; Berlin-distriktet Steglitz navngav en bypark efter hende. I 1980 tildelte Østrig hende Korset for Merit for Videnskab og Kunst, og i 1982 vandt hun Eleonora Duse- Asolo-Prisen.

## Død
Hun flyttede senere til London, hvor hun døde i en alder af 88 af kræft. Hun blev kremeret på Golders Green Krematorium den 15. maj 1986. Hendes aske ligge i Vesten Cloister og har en oval mindetavle.

## Alt om Eva
Bergner anses af flere kritikere for at være inspirationen for Margo Channings karakter i Joseph L. Mankiewiczs filmklassiker, Alt om Eva. Bergner havde en rigtig oplevelse om en ville være Eve Harrington, da Bergner optrådte i skuespillet The Two Mrs. Carrolls. Bergner hjalp en ung skuespillerinde, og skuespilleren "overtog" Bergners liv. Bergner fortalte historien til forfatteren Mary Orr, der basererede novellen The Wisdom of Eve i Cosmopolitan på Bergners erfaring.
I Orrs novelle, som i filmen, slipper Eve Harrington-karakteren væk med alt, og ses sidst på vej til Hollywood med en "tusind dollars-om-ugen-kontrakt i sin lommebog"

## Litterære referencer
Karakteren Dora Martin i romanen Mephisto af Klaus Mann er efter sigende baseret på hende.

## Filmografi (udvalg)
- Evangelisten (1924)
- The Fiddler of Florence (1926)
- Elskovsrus (1927)
- Frøken Else (1929)
- Ariane (1931)
- Den drømmende Mund (1932)
- Katharina den Store (1934)
- Svigt mig ikke? (1935)
- Som man behager (1936)
- Dreaming Lips (1937)
- Stjaalen Lykke (1939)
- 49. breddegrad  (1941)
- Hemmelig kode (1941)
- Kejserens kurer (1970)
- Varulvens dødshyl (1970)
- Feine Gesellschaft - beschränkte Haftung (1982)